# Chỉnh nha
Chỉnh nha hay chỉnh hình răng hàm mặt áp dụng các phương pháp nắn chỉnh răng là chuyên khoa đầu tiên trong lĩnh vực nha khoa hay răng hàm mặt. Bác sĩ chỉnh nha là người được đào tạo chuyên biệt về lĩnh vực này tại các trường đại học có chuyên ngành nha khoa. Chuyên khoa này được tạo dựng bởi những nỗ lực của các nha sĩ tiên phong là Edward Angle và Norman William Kingsley. Chuyên khoa chủ yếu thực hiện các công việc như chẩn đoán, ngăn ngừa, nắn chỉnh răng  và xương hàm lệch lạc.

## Từ nguyên học
Thuật ngữ chỉnh nha (Orthodontics) có nguồn gốc từ tiếng Hy Lạp cổ trong đó orthos ("chỉnh", "xếp thẳng") và -odont- ("răng").

## Lịch sử
Lịch sử chuyên ngành chỉnh nha có liên hệ mật thiết với ngành nha khoa trong hơn 2000 năm. Nha khoa xuất phát là một lĩnh vực trong nền y học. Theo Hiệp hội các bác sĩ chỉnh nha Hoa Kỳ, các nhà khảo cổ đã khám phá ra những xác ướp cổ với các dải kim loại quấn quanh hàm răng.
Sai lệch khớp cắn không phải bệnh lý mà là sự sắp xếp răng không bình thường và độ lệch khớp cắn hai hàm. Tỷ lệ lệch lạc khớp cắn khác nhau, nhưng số liệu sử dụng phương pháp chỉnh nha, trong đó phân loại các sai lệch khớp cắn ở mức độ nghiêm trọng. Có thể nói rằng gần 30% dân số hiện nay có lệch lạc khớp cắn đủ nghiêm trọng mà cần tới sự can thiệp từ phương pháp chỉnh nha.
Điều trị chỉnh nha có thể chỉ tập trung vào việc dịch chuyển các răng hoặc điều chỉnh bằng việc kiểm soát và sửa đổi sự phát triển của xương mặt. Trong trường hợp thứ hai nó được định nghĩa rõ hơn là "nha khoa chỉnh hình răng hàm mặt". Trong những sai lệch khớp cắn trầm trọng có thể là một phần của những bất thường liên quan tới sọ mặt, đội ngũ bác sĩ hội chẩn thường yêu cầu kết hợp giữa chỉnh nha với mũ chỉnh hình hoặc mặt nạ kéo đảo chiều hoặc phẫu thuật hàm, làm thẳng xương hàm.
Đối với trình độ này thường đòi hỏi các bác sĩ phải được đào tạo bổ sung, bên cạnh chuyên môn đã tích lũy trong ba năm chính thức. Chẳng hạn như ở Mỹ, các bác sĩ chỉnh nha có ít nhất một năm dưới hình thức học bổng, gọi là 'Craniofacial Orthodontics', để được đào tạo bổ sung trong công tác quản lý chỉnh nha về các bất thường sọ và mặt.

## Các phương pháp
Đối với điều trị chỉnh nha toàn diện, dây kim loại được đưa vào mắc cài chỉnh nha (niềng răng cố định) làm từ thép không gỉ hoặc một vật liệu sứ thẩm mỹ hơn. Các dây phối hợp với các mắc cài để dịch chuyển răng đến vị trí mong muốn.
Phương pháp nắn chỉnh răng không mắc cài Invisalign hoặc các khay sắp xếp răng thẳng hàng khác gồm các khay nhựa trong suốt giúp răng di chuyển. Các thiết bị cơ năng thường được dùng để chuyển hướng sự phát triển của xương hàm.
Các thiết bị bổ sung như khí cụ tháo lắp ("plates"), mũ chỉnh nha, khí cụ nong hàm và nhiều dụng cụ khác dùng để di chuyển răng và xương hàm. Các thiết bị chức năng ví dụ áp dụng cho bệnh nhân còn ở độ tuổi đang phát triển (tuổi từ 5 đến 14) với mục đích thay đổi kích thước hàm và mối tương quan hai hàm nếu thay đổi. Phương pháp này được gọi là chỉnh hình nha khoa răng hàm mặt, thường được thực hiện bằng phương pháp đa trị liệu cố định ("niềng răng mắc cài hai hàm") để sắp xếp các răng và tinh chỉnh sự chen chúc của răng. 
Kỹ thuật chỉnh răng (Orthodontia) là chuyên khoa của nha khoa liên quan đến điều chỉnh sai lệch khớp cắn và răng khấp khểnh (crooked teeth). Điều trị chỉnh nha có thể giúp khắc phục răng của bệnh nhân và đưa răng về đúng vị trí. Các nha sĩ chỉnh nha thường sử dụng các mắc cài hoặc các khay nhựa trong suốt để điều chỉnh răng của bệnh nhân.
Nha sĩ thực hiện trên phương diện hài hòa toàn bộ gương mặt thay vì chỉ tập trung vào răng. Sau một quá trình điều trị chỉnh nha tích cực, các bệnh nhân thường đeo hàm duy trì (retainers) (dụng cụ cố định răng), giúp duy trì răng ở vị trí đã được cải thiện trong khi các xương xung quanh cải tạo quanh chúng. Các loại hàm duy trì thường được đeo toàn thời gian trong một thời gian nhất định, ở mọi nơi từ vài ngày tới một năm, sau đó  là bán thời gian (thường vào ban đêm khi ngủ) cho đến khi nha sĩ chỉnh nha khuyến cáo được bỏ. Có thể làm răng giữ thẳng hàng mà không đeo hàm duy trì thường xuyên.
Tuy nhiên, có nhiều lý do dẫn đến việc răng sẽ xô lệch khi một người càng lớn tuổi, dù người đó đã từng điều trị chỉnh nha hay không; do đó không có gì đảm bảo răng sau nắn chỉnh sẽ xếp thẳng hàng mãi mãi nếu như không đeo hàm cố định duy trì. Vì lý do này, nhiều bác sĩ chỉnh nha quy định thời gian đeo hàm duy trì ban đêm hoặc một nửa thời gian và kéo dài trong nhiều năm sau khi bệnh nhân kết thúc quá trình chỉnh nha (có thể tới trọn đời). Các bệnh nhân chỉnh nha ở tuổi trưởng thành có nhiều khả năng phải đeo hàm duy trì trong suốt cuộc đời.

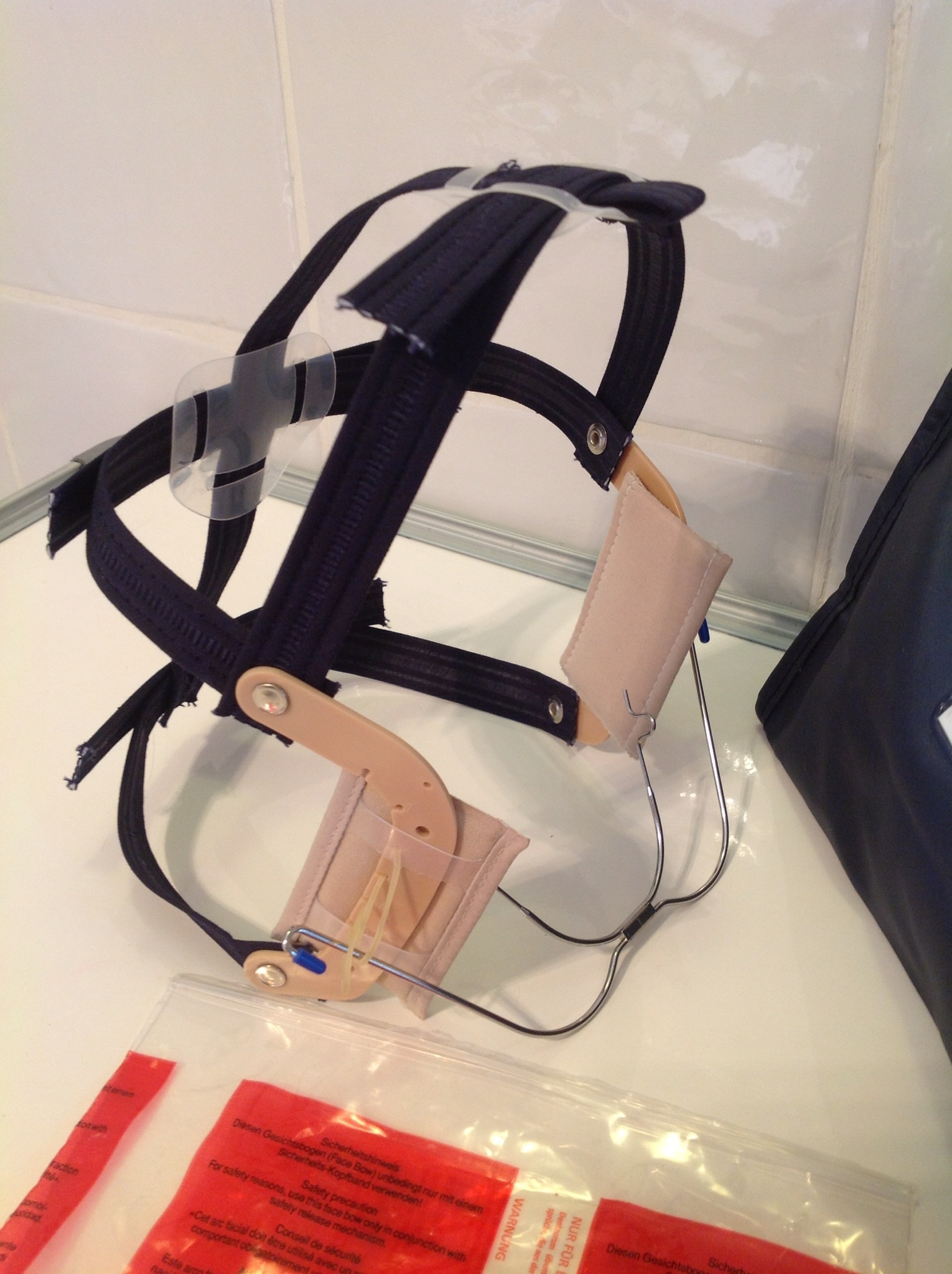
Mũ chỉnh nha đầy đủ gồm đầu mũ, dây đai điều chỉnh, facebow và dây chun
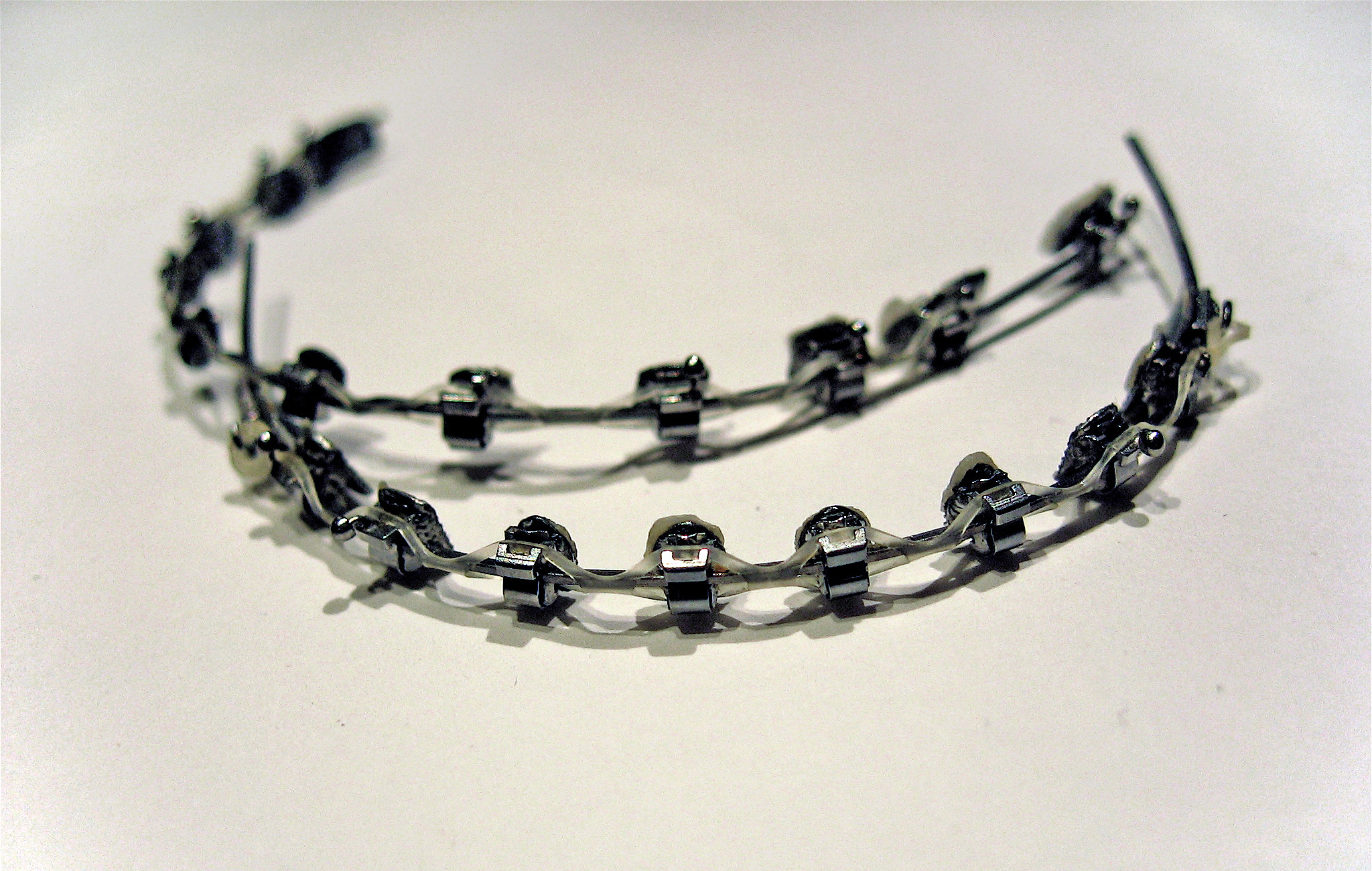
Niềng răng mắc cài, với chun chuỗi, được tháo bỏ khi quá trình điều trị kết thúc
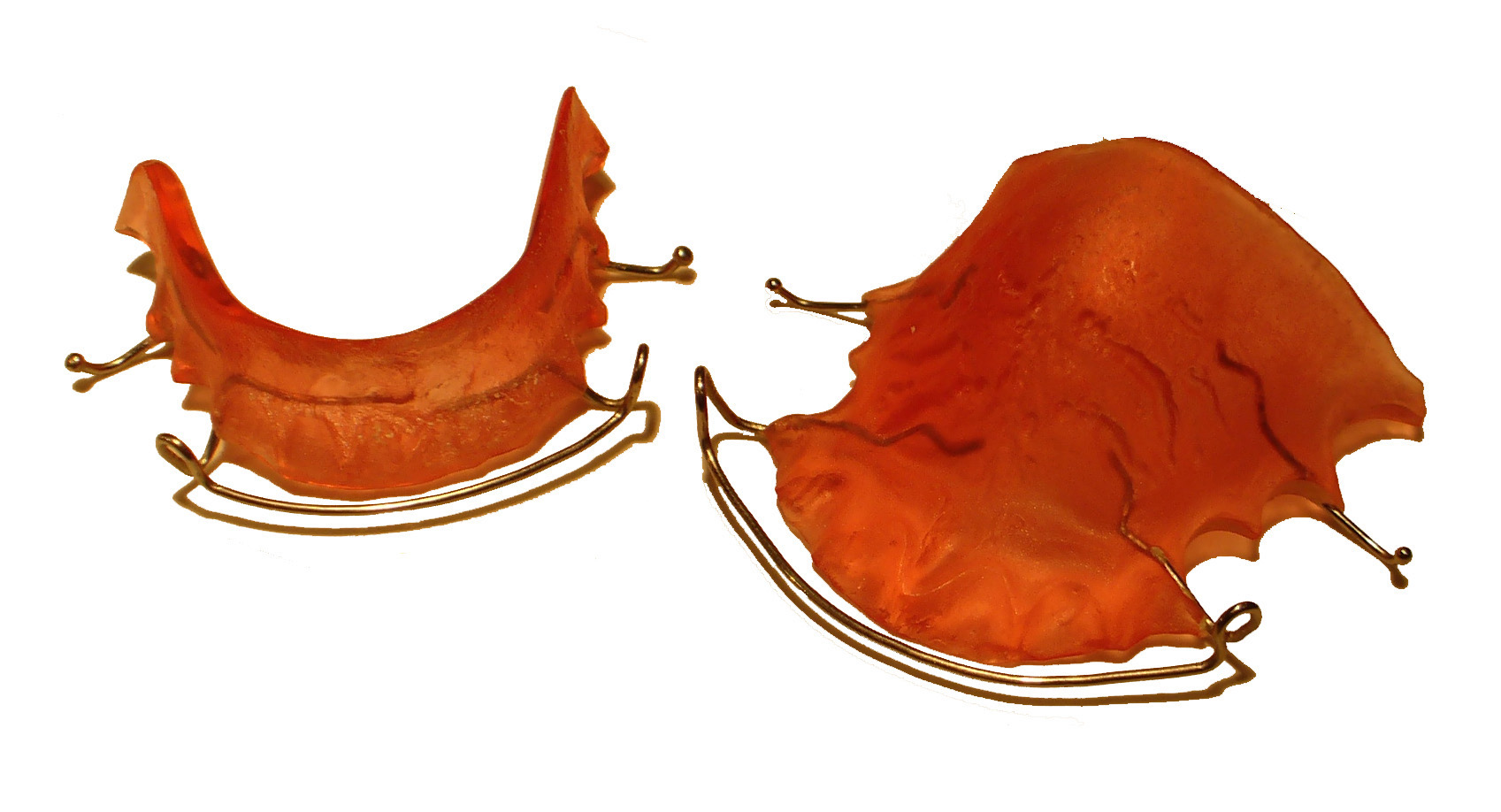
Hàm duy trì Hawley là một trong những loại hàm duy trì phổ biến nhất dùng sau khi tháo mắc cài. Ảnh cho thấy cả hai mặt trên và dưới của hàm duy trì